# Kanton Pont-l'Abbé
Pont-l'Abbé is een kanton van het Franse departement Finistère. Het kanton maakt deel uit van het arrondissement Quimper.

## Gemeenten
Het kanton Pont-l'Abbé omvatte tot 2014 de volgende 7 gemeenten:
- Combrit
- Île-Tudy
- Plomeur
- Pont-l'Abbé (hoofdplaats)
- Saint-Jean-Trolimon
- Tréguennec
- Tréméoc

Na de herindeling van de kantons bij decreet van 13 februari 2014, met uitwerking op 22 maart 2015, omvat het volgende 6 gemeenten:
- Guilvinec
- Loctudy
- Penmarch
- Plobannalec-Lesconil
- Pont-l'Abbé
- Treffiagat

, 